# Podole (województwo podkarpackie)
Podole – wieś w Polsce znajdująca się w województwie podkarpackim, w powiecie mieleckim, w gminie Przecław.
Wieś w powiecie pilzneńskim w województwie sandomierskim w XVI wieku była własnością kasztelana  rozpierskiego Mikołaja Przedbora Koniecpolskiego. Wierni Kościoła rzymskokatolickiego należą do parafii Wniebowzięcia Najświętszej Maryi Panny w Przecławiu.
Miejscowość położona jest na Płaskowyżu Tarnowskim, nad rzeką Wisłoką, w odległości 2 km od Przecławia, 12 km od Mielca i 42 km od Rzeszowa. Przysiółkiem Podola jest Wólka Podolska.
We wsi znajduje się zabytkowy kirkut (cmentarz żydowski). W sporcie miejscowość była reprezentowana przez klub piłkarski Wisłoka Podole.

## Części wsi
| SIMC    | Nazwa          | Rodzaj     |
| ------- | -------------- | ---------- |
| 0658780 | Kmiecie        | część wsi  |
| 0658797 | Podlesie       | część wsi  |
| 0658811 | Wólka Podolska | przysiółek |
| 0658805 | Zagrody        | część wsi  |

## Nazwa
Nazwę miejscowości w zlatynizowanej staropolskiej formie Podolye wymienia w latach (1470-1480) Jan Długosz w księdze Liber beneficiorum dioecesis Cracoviensis.

## Historia
W 1337 roku biskup krakowski Jan Grot, na prośbę Krystiana, plebana z Przecławia, potwierdził nadanie dziesięcin przecławskiemu kościołowi, z wioski Podole. Potwierdza to istnienie Podola w I poł. XIV wieku i pozwala przypuszczać, że wieś istniała wcześniej.
W 1397 roku właścicielem Podola zostaje wojewoda łęczycki - Jan Ligęza, późniejszy właściciel Przecławia. Po najeździe tatarskim w 1576 roku wieś liczyła sobie 8 łanów i 14 kmieci. Podole było przedmieściem Przecławia.
W okresie międzywojennym, aż do lat 60., wieś Podole miała własnego herolda. Funkcje posłańca wiejskiego sprawował Ozimek Jan Herold z Podola. Donośnym głosem informował mieszkańców wioski o nowych opłatach, uchwałach i zarządzeniach wójta, a później sołtysa.
Na terenie wioski znajdował się folwark, czworaki i stajnie. W 1925 roku hrabia Rey rozparcelował ten majątek. Z czasem zabudowania zostały rozbudowane.
W latach 1975–1998 miejscowość położona była w województwie rzeszowskim.